# IMBOS
IMBOS (odvozeno od Improved Microdrive BASIC Operating System) je nadstavbou Sinclair BASICu na počítačích Sinclair ZX Spectrum, která zjednušuje syntaxi pro ZX Microdrive, umožňuje práci s čísly v šestnáctkové soustavě, vylepšuje formát tisku a umožňuje pracovat s bezhlavičkovými soubory na kazetě. Pro jeho použití je ovšem nutné mít ZX Interface 1. IMBOS verze 1.1 vydaný společností Companion Software přidává 53 nových příkazů. Zabírá 8117 bajtů paměti. U kterých příkazů je to možné, jsou používanána klíčová Sinclair BASICU, ostatní přidané příkazy začínají znakem hvězdička. Protože existují dvě verze ROM ZX Interface 1, existuje i IMBOS verze 1.1 ve dvou variantách. IMBOS je nutné po jeho nahrání aktivovat příkazem RANDOMIZE USR 57250.
Vydavatelem IMBOSu verze 2 je Kobrahsoft, tato verze zabírá 11 KiB paměti. Verze 2 obsahuje navíc příkaz pro zobrazení textu písmem o dvojnásobné výšce, variantu příkazu PLOT, která k vykreslování používá celou obrazovku, a variantu příkazu DRAW, jehož parametry jsou absolutní souřadnice počátečního a koncového bodu. Umožňuje nezávislý scroll kresby a atributů ve čtyřech směrech. Má rozšířené editační funkce, např. umožňuje výměnu příkazu LPRINT za příkaz PRINT.
IMBOS nerozpozná přidané příkazy, pokud jsou psané malými písmeny, pro příkazy je vždy nutné použít velká písmena.

## Seznam příkazů verze 1.1
- *AFTER x$
- *CAPS,x
- *CAT
- *CODE x
- *DATA a,b,c,d,e,f,g,h
- *DOKE x,y – 16bitový POKE,
- *ERASE x$
- *FILL x,y
- *GAPS (x)
- *HALT x
- *MIRROR
- *MIRROR,x
- *MOVE x,y TO z
- *PRINT x
- *STORE x
- *VERIFY x$
- .ENDRAM
- .RAMTOP
- ?ENDRAM
- ?FRE
- ?LCSLS x
- ?PROG – zobrazení velikost Basicového programu právě přítomného v paměti,
- ?RAMTOP
- ?SCROLL x – odscrolluje obraz o x řádků nahoru,
- ?VAR
- BEEP #x,y
- BORDER #
- BORDER PAPER
- BRIGHT OVER x
- CLOSE #x TO y
- FLASH OVER x
- GOTO LINE x,y
- INPUT *s,l,h – načtení bezhlavičkového bloku do paměti,
- INVERSE SCREEN$
- LINE ERASE x,y
- LINE x
- LIST %x$
- LIST CAT x – katalog Microdrive, zobrazí i skryté soubory,
- LIST £x – zobrazení obsahu paměti od adresy x buď v šestnáctkové soustavě nebo v ASCII,
- OUT !x$ – uložení souboru na Microdrive
- OUT* s,l,h,m – uložení obsah části paměti do bezhlavičkového souboru,
- PAPER ATTR x,y TO u,v
- PAPER TO x,y
- PAUSE x$
- PRiNT !x$
- PRINT $x
- PRINT &x – koverze čísla do šestnáctkové soustavy,
- PRINT %x
- PRINT /x$,k$,sp, AT a,b TO c
- PRINT @x$ – centrovaný PRINT,
- PRINT ATTR x – změna barvy písma a podkladu,
- PRINT SCREEN$ x TO y
- READ #x – nastavení čísla mechaniky pro příkazy OUT!, READ IN a RUN,
- READ IN x$ – zobrazení informací o souboru x$ na Microdrive,
- RUN x$ – spuštění souboru z Microdrive (funguje i pro soubory typu CODE).